# Lê Thái Tông
Lê Thái Tông (黎太宗 22 décembre 1423—–28 août 1442) fut un des empereurs du Đại Việt qui régna entre 1433 et 1442. Il est le deuxième représentant de la dynastie des Lê postérieurs. Il succède à son père Lê Lợi est le nom de naissance de l'Empereur Lê Thái Tổ héros national vietnamien de la légende de l'épée restituée, à la mort de celui-ci. 
Lê Thái Tông  est aussi connu pour son penchant maladif vis-à-vis des femmes ce qui le conduisit à sa perte. Il meurt neuf ans après sa prise de pouvoir dans des conditions mystérieuses.

## Biographie

### Une enfance d'héritier
Lê Thái Tông était le second fils de Lê Lợi. Sa mère meurt tôt mais il était considéré comme brillant et avec les mêmes aptitudes que son père. quand Lê Lợi tomba malade en 1433, il convoqua ses plus proches collaborateurs (Lê Sát, Trịnh Khả, Pham Van Sao, Nguyễn Trãi, Tran Nguyen Han, and Le Ngan) pour nommer son fils Lê Thái Tông comme son héritier au trône, à cette période Lê Thái Tông avait seulement dix ans. Au moment du décès de Lê Lợi, le nouveau régent était Lê Sát.

### La régence
Lê Sát gouverna le Đại Việt davantage pour son propre intérêt que le jeune Empereur. Il élimina beaucoup de ses rivaux dans beaucoup de domaines et essaya de consolider son pouvoir. Lê Thái Tông devint progressivement mécontent des actions de son régent et trouva  un soutien auprès des factions rivales. Il rompit l'alliance avec  Trịnh Khả (qui avait été envoyé à un endroit éloigné du pouvoir). Un de ses premières actions officielles fut lorsqu'il accéda au trône en 1438 fut de ramener Trịnh Khả  et de l'installer à la tête du Palais des gardes - à l'encontre des fortes objections de Lê Sát. Quelques mois après, Lê Sát fut accusé de manque d'éthique et d'usurpation de pouvoir qui appartenait seulement à l'Empereur. les gardes de Trịnh Khả arrêtèrent Lê Sát qui fut reconnu coupable et fut exécuté. 